# Karl Teichmann
Karl Teichmann (Räbersdorf, 1897 - Graz, 1927) az Osztrák–Magyar Monarchia 5 légi győzelmet arató ászpilótája volt az első világháborúban.

## Élete
Karl Teichmann 1897-ben született a sziléziai Räbersdorfban (ma Csehország). 1915-ben, 18 éves korában behívták a hadsereghez, ahol megkapta az alapkiképzést, majd gépszerelői gyakorlata miatt az orosz fronton harcoló 5. repülőszázadhoz osztották be. 1916 februárjában csatlakozott egységéhez, majd novemberben saját kérésre elküldték pilótatanfolyamra. 1917. május 16-án megkapta pilótaigazolványát, augusztusban pedig az olasz frontra, a Háry László százados parancsnoksága alatt lévő 42. vadászrepülő-századhoz küldték.  
1917. szeptember 26-án aratta első légi győzelmét, amikor lelőtt egy olasz SPAD gyártmányú gépet Valle di Ronchi körzetében. A 12. isonzói csata megindulása után, október 27-én a trieszti haditengerészeti repülőállomás gépeit kísérve földre kényszerített egy Nieuport vadászt. November 23-án szintén kísérőfeladat közben lőtt le le San Dona di Piave mellett egy feltehetően Sopwith gyártmányú repülőt. 
1917 decemberében átvezényelték az újonnan felállított, Frank Linke-Crawford főhadnagy parancsnoksága alatti 60. vadászrepülő-századhoz, melynek bázisa a nem túl szerencsésen, hegyek között elhelyezett és kis területű grignói repülőtéren volt. Teichmann 1918. február 3-án aratta negyedik légi győzelmét, amikor a Caprile-csúcs mellett lelőtt egy olasz Nieuportot. Július 31-én Linke-Crawford elesett és a századot megszüntették. Teichmannt a 14. repülőszázadhoz helyezték át Feltrébe. Itt augusztus 22-én Phönix D.IIa típusú gépével megsemmisített egy brit Bristol F.2b vadászt.   
A háború utáni sorsa nem ismert, Grazban halt meg 1927-ben.

## Kitüntetései
- Arany Vitézségi Érem
- Ezüst Vitézségi érem I. osztály
- Ezüst Vitézségi Érem II. osztály

## Győzelmei
| Sorszám | Dátum                | Egység           | Repülőgép   | Ellenfél     |
| ------- | -------------------- | ---------------- | ----------- | ------------ |
| 1       | 1917. szeptember 26. | 42. vadászszázad | Scout       | SPAD         |
| 2       | 1917. október 27.    | 42. vadászszázad | Scout       | Nieuport     |
| 3       | 1917. november 23.   | 42. vadászszázad | Scout       | Sopwith      |
| 4       | 1918. február 3.     | 60. vadászszázad | Phönix D.II | Nieuport     |
| 5       | 1918. augusztus 22.  | 14. vadászszázad | Phönix D.II | Bristol F.2b |